# アブドゥッラー・アッザーム
アブドゥッラー・ユースフ・アッザーム（アラビア語: عبد الله يوسف عزام、Abdullah Yusuf Azzam、1941年 11月14日- 1989年11月24日）は、スンナ派のパレスチナ人の神学者で、ソビエト連邦によるアフガニスタン侵攻に対するアフガニスタンへのアラビア人のムジャーヒディーン支援とその組織化の中心人物である。ウサーマ・ビン＝ラーディンの師であり、ビン＝ラーディンがアフガニスタンに赴いた契機を作った人物として有名である。またターリバーンの創設者ムハンマド・オマルが多大な影響を受けたことでも知られる。

## 経歴
アッザームは1941年、イギリスの委任統治領であったパレスチナに生まれた。生地はヨルダン川西岸地区のジェニンの郊外である。
大学で農業を学んだ後で教師となったが、ダマスカス大学でシャリーアを学び直した。第三次中東戦争でヨルダン川西岸地区がイスラエルに占領されるとパレスチナ難民となりヨルダンに脱出、そこでムスリム同胞団に参加した。ヨルダンではヤーセル・アラファート率いるパレスチナ解放機構(PLO)の世俗性やローカル性に幻滅、西洋の植民地として引かれた国境に関係のない汎イスラムの思想に傾倒するようになる。この思想は後にハマース創設に繋がっていく。
アッザームはエジプトに移りアル＝アズハル大学の大学院でシャリーアの研究を深めた。その後、ヨルダンに戻りアンマンのヨルダン大学で教鞭をとるが、黒い九月事件で反イスラエルのパレスチナ人であるアッザームは追放され、再びアル＝アズハル大学に戻り博士号を取得、その間、ウサーマ・ビン＝ラーディンやアイマン・ザワーヒリーなどサイイド・クトゥブのクトゥブ主義に影響された若者たちと出会う。クトゥブはムスリム同胞団の指導者で今日の世界中のイスラム原理主義の原点ともいうべき多大な影響を与えた詩人・思想家であったが、1966年にナーセル大統領に処刑される。これはイスラム原理主義者では殉教と捉えられており、アッザームはクトゥブに続く理論家になっていく。アッザームは「文明の衝突」を不可避的なものと考え、世俗的な政府の打倒を目指すようになった。
エジプトからヨルダンに戻ったアッザームはすぐにサウジアラビアに移り、ジッダのキング・アブドゥルアズィーズ大学で教鞭をとった。ここで学生のウサーマ・ビン＝ラーディンを指導した。
1979年はイスラム原理主義にとってエポックメーキングな年であった。イラン革命、アル＝ハラム・モスク占拠事件、そしてソ連軍は同年末に第40軍のアフガニスタンへの侵攻に踏み切った。アル＝ハラム・モスク占拠事件でサウジアラビアはイスラム原理主義者を国外追放にし、アッザームはパキスタンに移った。イスラマバードの国際イスラム大学で教鞭をとりながら、「ムスリムの地を異教徒の侵略者から守れ」というファトワーを発し、ペシャーワルに移った。パキスタンの北西辺境州をベースに軍事訓練キャンプを設立、そこへ大学を卒業したビン＝ラーディンが、彼の資金力を必要としていたアッザームの呼びかけに応じ1981年に合流してきた。アッザームやビン＝ラーディンはペシャーワルにアフガニスタンでソ連軍と戦うムジャーヒディーンを集め軍事訓練を行ったが、重武装のソ連軍を相手に戦死者が続出し、サウジアラビア政府やアメリカの中央情報局（CIA）はムジャーヒディーンに対する財政的支援を、パキスタンの軍統合情報局（ISI）は軍事的支援を、強化していった。ムジャーヒディーンの指導者間の作戦の相違が出るとアッザームやビン＝ラーディンがその調整を行い、2人はイスラム世界で英雄として名が通ってきた。アッザームはまた中東・ヨーロッパ・北米を回り、ムジャーヒディーンの英雄的で犠牲的な戦いを宣伝し、ムジャーヒディーンになる若者をリクルートした。アッザームは「ジハードとライフルだけがあればいい。交渉も対話も要らない」と常に公言し、世界規模の汎イスラム主義を広めていった。そして、その中核としてサウジアラビア総合情報庁（GIP）からの資金で設立したのが、マクタブ・アル＝ヒダマト(MAK)であった。
アッザームは対ソ連の戦いの終わったあとには、MAKで訓練したムジャーヒディーンが各地で革命戦士となることを夢想した。一方、ジハード団のアイマン・ザワーヒリーなどアフガニスタンで戦うムジャーヒディーンの中には、敵は異教徒でなくエジプト政府であり、腐敗した世俗のイスラム教徒であるという思いが当時あった。1989年になると、MAK内部で路線対立が表面化、アッザーム暗殺未遂事件が起こる。そして、その年の11月に、金曜礼拝のために2人の息子とペシャーワルのモスクに向っていたアッザームの車は地雷で噴き飛ばされ、3人とも死亡した。既にソ連軍はアフガニスタンからの撤退を始めていた。犯行に及んだものはCIA、ISI、イスラエル諜報特務庁、イランのイスラム革命防衛隊（パースダラーネ）などが疑われたが、アフガニスタン内戦に固執するアッザームと対立するMAK(既にアルカーイダに事実上改組していた)内部の犯行との線も疑われた。